# مضمار الرماية بالسهام للحديقة الأولمبية

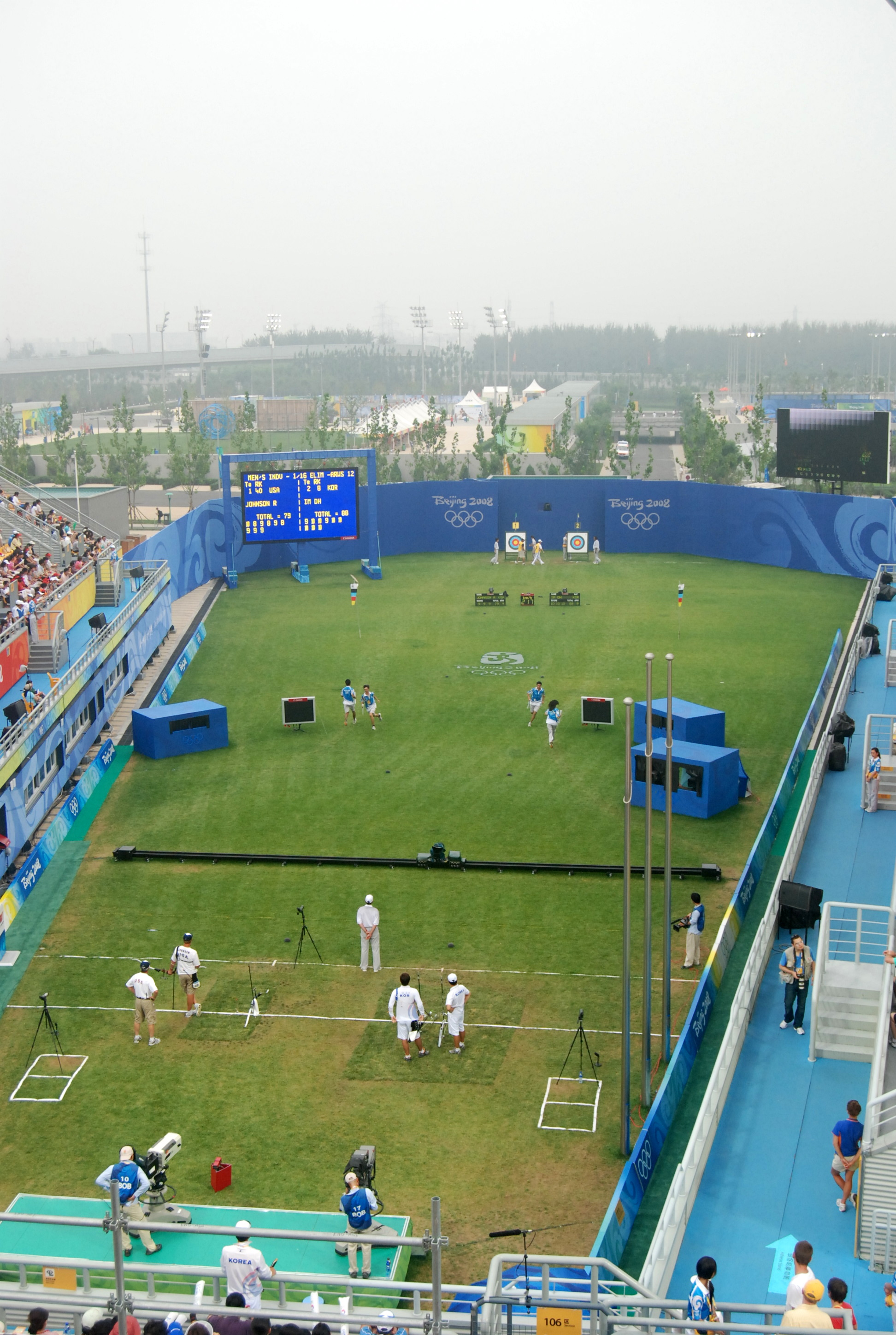

مضمار الرماية في بكين داخل الحديقة الأولمبية أنشأ مؤقتا لأجل أولمبياد بكين 2008 وسيتم تحويله إلى حديقة بعد الأولمبياد وتقام فيه لعبة الرماية بالسهم وتبلغ مساحته الإجمالية 8609 متر مربع ويحتوي 5000 مقعد مؤقت, بدأ الإنشاء فيه ديسمبر 2005 وانتهت الأعمال في أغسطس 2007.
1. ↑  مذكور في: جيونيمز. الوصول: 6 أبريل 2015. لغة العمل أو لغة الاسم: الإنجليزية. تاريخ النشر: 2005.